# Jonas Karlzén
Bengt Jonas Oskar Karlzén, född 13 april 1948 i Alingsås, är en svensk skådespelare och passare.

## Filmografi
Skådespelare
- 1989 – The Mad Bunch
- 1989 – Fatal Secret
- 1999 – Noll tolerans

Passare
- 1989 – The Mad Bunch